# Evandro Guerra
Pour les articles homonymes, voir Guerra.
Evandro Guerra est un joueur brésilien de volley-ball né le 27 décembre 1981 à Ibirá. Il a remporté avec l'équipe du Brésil le tournoi masculin aux Jeux olympiques d'été de 2016 à Rio de Janeiro.